# アッティラ (小惑星)
アッティラ (1489 Attila) は小惑星帯に位置する小惑星。
1939年、ハンガリーの天文学者クリン・ジェルジュが、ブダペストのコンコリー天文台で発見した。

## 名称
5世紀に巨大な帝国を築き上げた、フン族のアッティラ大王に因む。
命名は1980年2月の小惑星回報（MPC 5182）で公表された。このとき同時に、クリンの発見した小惑星に対して、(1444) Pannonia、(1452) Hunniaなどハンガリーに因んだ命名が行われている。

## 註
1. ↑  MPC 5182（1980年2月1日）